# 푸환
푸환(중국어: 傅欢, 병음: Fù Huān, 1993년 7월 12일 ~ )은 중국의 축구 선수로 포지션은 수비수이며 현재 중국 슈퍼리그의 상하이 하이강 소속이다.

## 클럽 경력
2005년 건바오 축구 아카데미에서 축구를 시작하여 2011년 고향팀인 상하이 하이강에 입단하여 단 한번의 이적 없이 한팀에서만 활동하며 2012년 중국 갑급리그 우승, 중국 슈퍼리그 2015 준우승, 중국 슈퍼리그 2016 3위, 중국 슈퍼리그 2017 준우승, 중국 슈퍼리그 2018 우승, 2019년 중국 FA컵 우승, 중국 슈퍼리그 2019 3위, 중국 슈퍼리그 2020 4위 등의 성적을 남겼으며 현재 리그 통산 122경기 2골을 기록 중이다.

## 국가대표팀 경력
2017년 11월 10일 세르비아와의 친선 경기에서 국제 A매치 데뷔전을 치렀고 팀은 이 경기에서 0-2로 패했다.

## 수상

### 클럽
상하이 하이강
- 중국 슈퍼리그 : 우승 (2018), 준우승 (2015, 2017)
- 중국 갑급리그 : 우승 (2012)
- 중국 FA컵 : 준우승 (2019)